# St. Michael (Minnesota)
St. Michael – miasto w Stanach Zjednoczonych, w stanie Minnesota, w hrabstwie Wright.